# قياس الاستقطابية

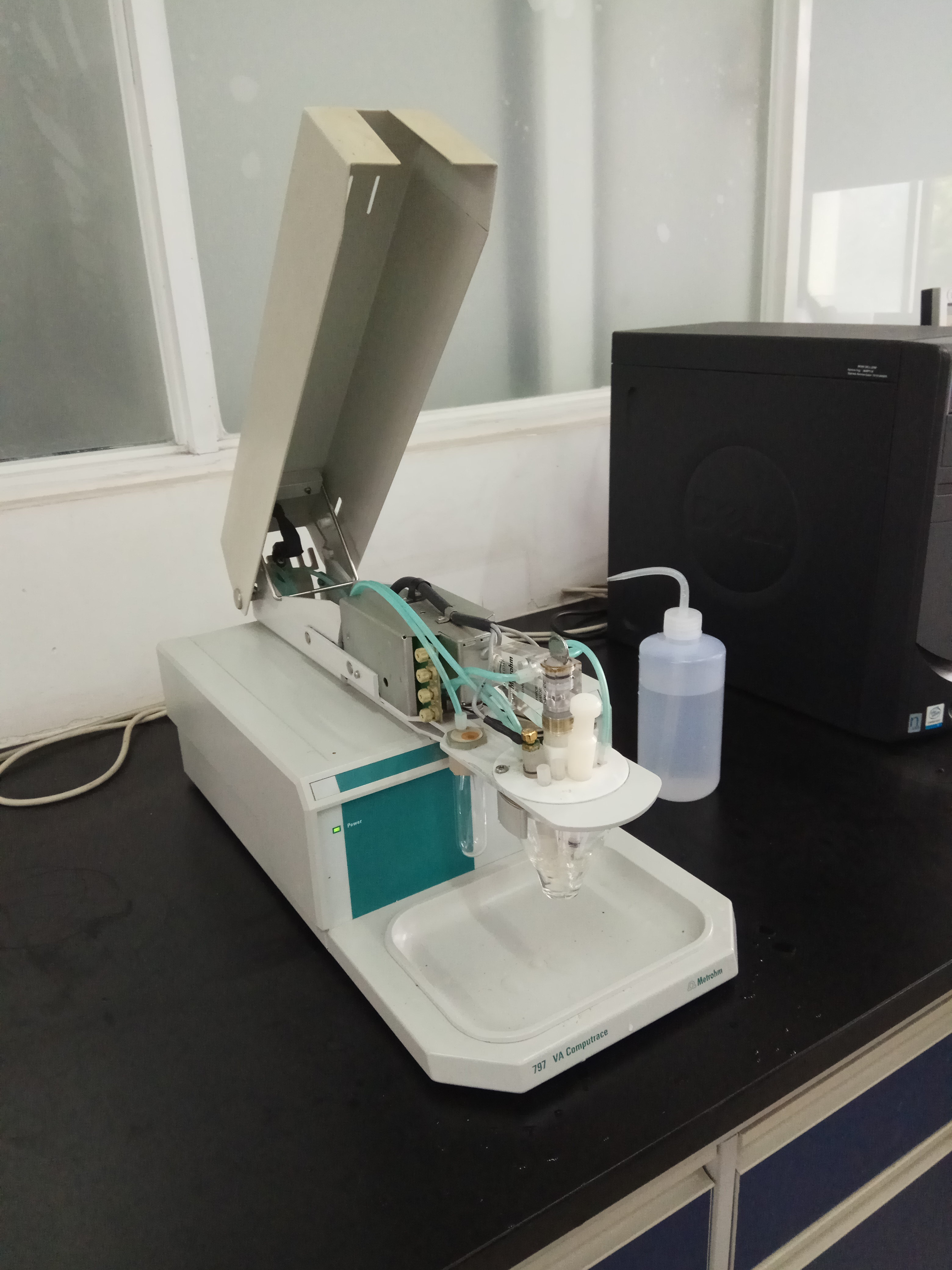
مقياس استقطابية حديث

قياس الاستقطابية أو التخطيط الاستقطابي هي نوع من أنواع قياس الفولتية حيث يكون القطب العامل قطب الزئبق المتقاطر (DME) أو قطب قطرة الزئبق الساكن (SMDE)، وهي أقطاب مفيدة لخدمتها في مجالات مهبطية واسعة وعلى أسطح قابلة للتجديد.
اكتشف مبدأ قياس الاستقطابية سنة 1922 العالم ياروسلاف هايروفسكي، والذي حاز بسببه على جائزة نوبل في الكيمياء سنة 1959.

## اقرأ أيضاً
- مقياس الاستقطابية
- كيمياء كهربائية
- قياس فولتي